# Igor Lukšić
Igor Lukšić (crnogorski: Игор Лукшић; Bar, Crna Gora, 14. lipnja 1976.), predsjednik Vlade Crne Gore od 2010. do 2012. godine.
Bio je ministar financija od 2004. do 2010. godine. Član je DPS-a (Demokratska partija socijalista Crne Gore).

## Mladost i rana karijera
Igor Lukšić je doktor ekonomskih znanosti. Apsolvent Diplomatske akademije u Beču. Po nacionalnosti Crnogorac, govori crnogorski jezik. 

## Zanimljivosti
Igor Lukšić je autor zbirke poezije. Voli slušati Guns N' Roses.

## Privatni život
Obiteljskim porijeklom je iz Crmnice. Govori engleski i francuski.

## Vanjske poveznice
|  | Zajednički poslužitelj ima još gradiva o temi Igor Lukšić |

- Vlada Crne Gore